# Moldavia ai Giochi della XXVI Olimpiade
La Moldavia partecipò ai Giochi della XXVI Olimpiade, svoltisi ad Atlanta, Stati Uniti, dal 19 luglio al 4 agosto 1996, con una delegazione di 40 atleti impegnati in dieci discipline.